# Engelse dissenters

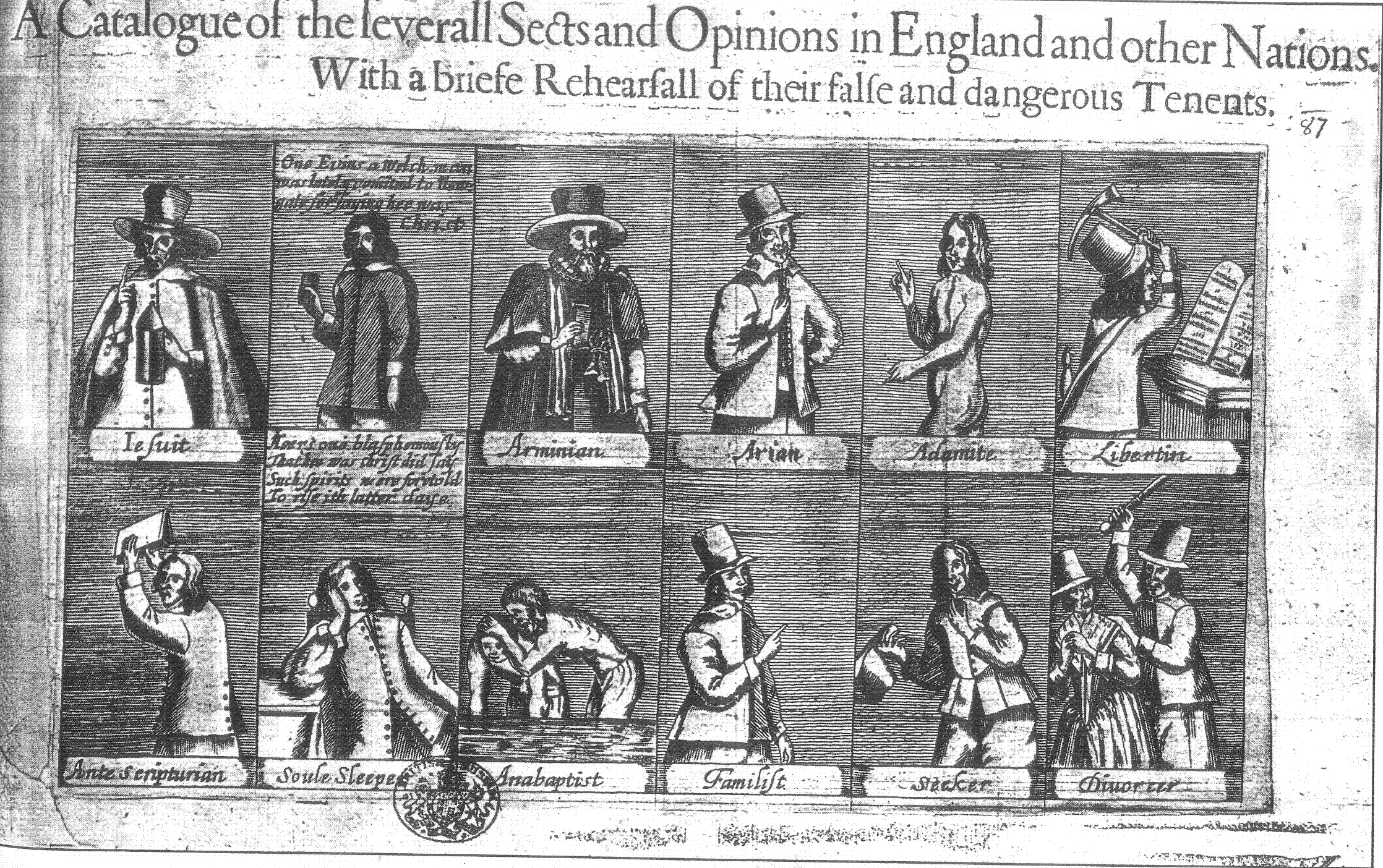
Een broadsheet catalogus van dissenters uit 1647

Engelse dissenters of separatisten waren protestantse christenen die zich in de 17e en 18e eeuw afsplitsten van de Kerk van Engeland.
De dissenters maakten zich oorspronkelijk sterk voor een verreikende Protestantse Reformatie van de Staatskerk. Onder leiding van Oliver Cromwell slaagden de dissenters er in het midden van de 17e eeuw tijdelijk in om de macht in Engeland in handen te krijgen. 
Koning Jacobus I van Engeland, VI van Schotland had in de vroege 17e eeuw de uitspraak gedaan "geen bisschop, geen koning"; Cromwell maakte deze voorspelling van de vroegere koning waar toen hij bij de oprichting van het Engelse Gemenebest beide instituties inderdaad afschafte. 
Na de restauratie van de monarchie in 1660, werd het episcopaat echter opnieuw geïnstalleerd; de rechten van de dissenters werden nu flink ingeperkt. De acte van uniformiteit uit 1662 schreef voor dat alle geestelijken van Anglicaanse ordinatie moesten zijn; vele Dissenters trokken zich daarop terug uit de staatskerk. Deze predikanten en hun volgelingen werden bekend onder de verzamelnaam non-conformisten. Oorspronkelijk werd deze term alleen gebruikt om diegenen aan te duiden die binnen de Anglicaanse Kerk weigerden om in hun kerkdiensten gebruik te maken van bepaalde door de Anglicaanse Kerk voorgeschreven gewaden en ceremonies; niet om groepen aan te duiden, die zich van de Anglicaanse Kerk hadden afgescheiden. 
Dissenters keerden zich fel tegen staatsinmenging in religieuze zaken. Zij stichtten hun eigen kerken, gemeenschappen en onderwijsinstellingen voor hoger onderwijs. 
In de periode 1600 tot en met 1775 emigreerde een flinke groep Engelse dissenters naar de Nieuwe Wereld. Zij speelden een belangrijke rol bij de kolonisatie van Noord-Amerika en stichtten onder andere de latere staten Massachusetts, Rhode Island en Pennsylvania.

## Voetnoten
1. ↑  The Oxford Dictionary of the Christian Church, geredigeerd door F.L. Cross en E.A. Livingstone, Oxford University Press, USA, 3e editie, blz. 490.
2. ↑  BBC, James I and VI (1566 - 1625), zie hier, BBC.